# Shirley Stelfox
Shirley Stelfox (Cheshire, Anglaterra, 11 d'abril de 1941― Yorkshire Dales,  Anglaterra, 7 de desembre de 2015), va ser una actriu britànica.
Es va formar en la Reial Acadèmia d'Art Dramàtic. Va ser coneguda com a Edna Bedoll en la telenovel·la britànica Granja Emmerdale.
Va contreure matrimoni amb Keith Edmundson des de 1962 al 1965 i Don Henderson des de 1979 al 1977. Va ser mare de tres fills Helena Edmundson, Helen Hederson i John James Henderson.
Va morir el 7 de desembre de 2015 als 74 anys.

## Filmografia
- 1968, 	Corruption 	Girl at Party
- 1971, 	Nearest and Dearest 	Clara Wilson
- 1971, 	Carry On at Your Convenience 	Bunny Girl Waitress
- 1972, 	Budgie 	The Barmaid
- 1972, 	Nearest and Dearest 	Det. Constable Gloria Simpkins
- 1973, 	Pathfinders 	Grete
- 1973, 	Crown Court 	Mrs. Catherine Barnes
- 1981, 	Play for Today 	Mrs. Smith
- 1981, 	Chinese Detective 	Arlene
- 1984, 	1984 	Whore
- 1984, 	Bergerac 	Pam Lewis
- 1984, 	Bootle Saddles 	Rita Henderson
- 1986–1987, 	Brookside 	Madge Richmond (serie de televisión)
- 1987, 	Knights of God Beth Edwards
- 1987, 	Personal Services 	Shirley
- 1988, 	Inspector Morse Mrs. Kane
- 1989–1991, 	Making Out 	Carol May
- 1990, 	Manteniendo las apariencias 	Rose
- 1992, 	Heartbeat 	Mrs. Parkin
- 1993–1994, 	Three Seven Eleven 	Julie Clegg
- 1994–1997, 	Common As Muck 	Jean
- 1995, 	Harry's Mad 	Mrs. Turtle
- 1999, 	Policia de barrio 	Mrs Fowler
- 1999–2000, 	Lucy Sullivan Is Getting Married 	Mrs. Nolan
- 2000–2015, 	 Granja Emmerdale 	Edna Birch